# Świętokradcza kradzież
Świętokradcza kradzież (wł. Furto sacrilego) – obraz olejny na płótnie o wymiarach 160 × 240 cm autorstwa włoskiego malarza rokokowego Alessandro Magnasco.

## Opis
Artysta w fantastyczny sposób zilustrował autentyczne wydarzenie, które miało miejsce 6 stycznia 1731 w Siziano (Pawia). Nocą tego dnia próbowano okraść kościół Santa Maria w Campomorto. Według tradycji, świętokradczej kradzieży naczyń liturgicznych zapobiegły szkielety osób pochowanych na przykościelnym cmentarzu, które powstały z grobów i ukarały złoczyńców.
Magnasco namalował makabryczną i bardzo dynamiczną scenę, rozgrywającą się nocą przed kościołem, gdy złodzieje zostali otoczeni przez liczne szkielety opuszczające groby. Scenie przygląda się Matka Boska, która zdaje się koordynować akcję pojmania i przykładnego ukarania świętokradców.
Obraz powstał pod koniec życia malarza, gdy ten chętnie podejmował wizjonerską i pełną niesamowitości tematykę. Dzieło stanowi własność kościoła w Siziano, jednak przechowywany jest w Museo Diocesano w Mediolanie (Muzeum Diecezjalne).